# Reloj de la catedral de Barbastro

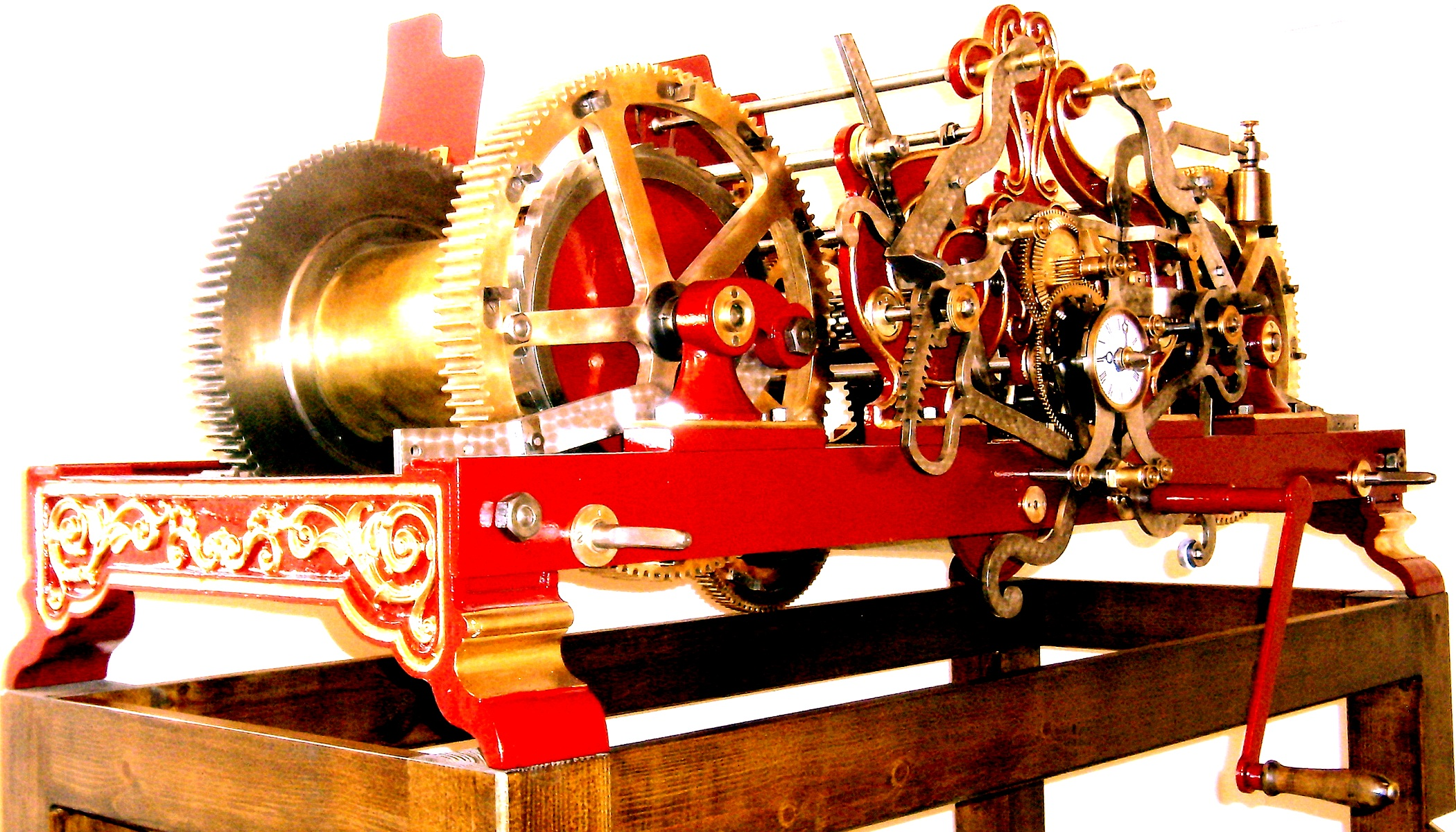
Mecanismos principales del reloj, una vez restaurados

El último reloj mecánico de la catedral de Barbastro ha estado operativo a lo largo de prácticamente todo el siglo XX.
Se instaló en 1908 en la torre, emplazamiento para el que había sido concebido, y allí ha permanecido operativo hasta 1994, fecha en que se abandonó su mantenimiento. Posteriormente ha sido sustituido por un mecanismo electrónico.
Fue construido por el relojero Francisco Coll Marqués, establecido desde 1870 en Lascellas (Huesca) y se concibió como un reloj tipo Morez de horas, cuartos y repetición, sin esfera exterior.
En septiembre de 2010 se desinstaló, para ser restaurado en los talleres de Comercial Latorre en Corella (Navarra), y desde octubre del mismo año, una vez restaurado en una bancada nueva, permanece en las estancias del Museo de Arte Sacro de Barbastro, en espera de una decisión de emplazamiento definitivo.

## Los primeros relojes mecánicos públicos
En Europa se fabricaron relojes mecánicos desde la Alta Edad Media, para llamar a coro a los monjes de algunos monasterios.
En España, Juan Alemany construyó en 1378 el reloj de la catedral de Valencia. Tras él, se construyeron los de Barcelona, Cuellar y Sevilla.
El reloj que nos ocupa no fue el primero de la catedral de Barbastro. Según consta en su Archivo Diocesano, el Cabildo convocó en 1625 un concurso para dotar la recién restaurada torre de la catedral con un reloj “que tenga horas y quartos, para lo qual, el cabildo entregará el viejo  reloj con todas sus ruedas y ierros”. El nuevo reloj (al menos el segundo que lucía la torre), costó cien escudos, además de la entrega del reloj viejo, y fue construido por el relojero de Laluenga Juan Montaler. No tenemos más noticias sobre el particular hasta el reloj de Francisco Coll.

## El fabricante
La firma Relojes Coll fundada  en 1870, alcanzó 106 años de actividad, hasta 1976, a lo largo de tres generaciones de relojeros, hijos y nietos de Francisco.
Contribuyó esta empresa  a la incorporación de la relojería española a los avances técnicos del siglo XIX y, además de otros mecanismos y herramientas, diseñó un eficaz dispositivo de cuerda por remontaje eléctrico de las pesas.

## Descripción del reloj
Las medidas del reloj son 180 centímetros de ancho, por 72 de profundidad y 65 de altura. Se fabricó con material de bancada o armazón en hierro laminado y fundido, que alberga dos trenes laterales, uno para la sonería de las horas y otro de los cuartos. Además, posee un tercer tren central para el movimiento del reloj y casquillos de bronce en los que giran y se soportan los distintos ejes.

### Péndulo
El péndulo del reloj de la catedral de Barbastro es una obra de gran perfección técnica y estética. Se trata de un péndulo de lira, construido con varillas de desigual factor de dilatación que minimizan los movimientos longitudinales con el fin de conseguir una mayor precisión en la medida del tiempo. También dispone de mecanismos capaces de equilibrar la masa pendular y la longitud del brazo.

### Manivela
La manivela servía para izar las pesas (“dar cuerda”). Pesas que, en su caída, eran las responsables del movimiento del reloj, de las saetas, las campanadas y del resto de los mecanismos de la máquina que dependían de él.

### Pesas
Estaban realizadas con metales diversos y pendían de una cuerda enrollada en un cilindro, del que se iban descolgando controlada y paulatinamente protegidas por un trinquete.

### Trinquete
El trinquete es el mecanismo responsable de mitigar el esfuerzo y hacer seguro el izado de las pesas, evitando de paso la descarga fortuita de la cuerda.

### Escape
El escape es la pieza central de cualquier reloj analógico. Se trata, en nuestro caso, de una rueda de doble corona que gira diente a diente y cuyo progreso es obstaculizado por un mecanismo en forma de “V” invertida, que deja “escapar”, a cada movimiento (tic) del péndulo, un diente de la rueda, para liberar el siguiente en el movimiento contrario (tac). Además, la forma del mecanismo proporciona al péndulo un impulso adicional en cada oscilación que compensa las pérdidas sufridas por el rozamiento.

### Caracol
Dispositivo de la sonería diseñado en espiral y encargado de ordenar el movimiento de las campanas. Se trata, en este caso, de una espiral de doce niveles (uno por campanada). El caracol transmite al rastrillo, a través de sus resaltes, el número de golpes o campanadas que deben sonar en el momento exacto de cada hora.

### Pala de frenado o venterol
Mecanismo concebido para evitar la caída libre de la pesa que mueve el martillo de las campanas. Sin la acción de este dispositivo las campanadas se escucharían con pausas insignificantes, algo que dificultaría la percepción del sonido de las horas. En el caso de un reloj como éste, sin esfera exterior, el contaje de las campanadas resultaba imprescindible para conocer tanto el momento de la hora exacta como cada momento de su transcurso (cuartos de hora sucesivos).